# Crack (Droge)

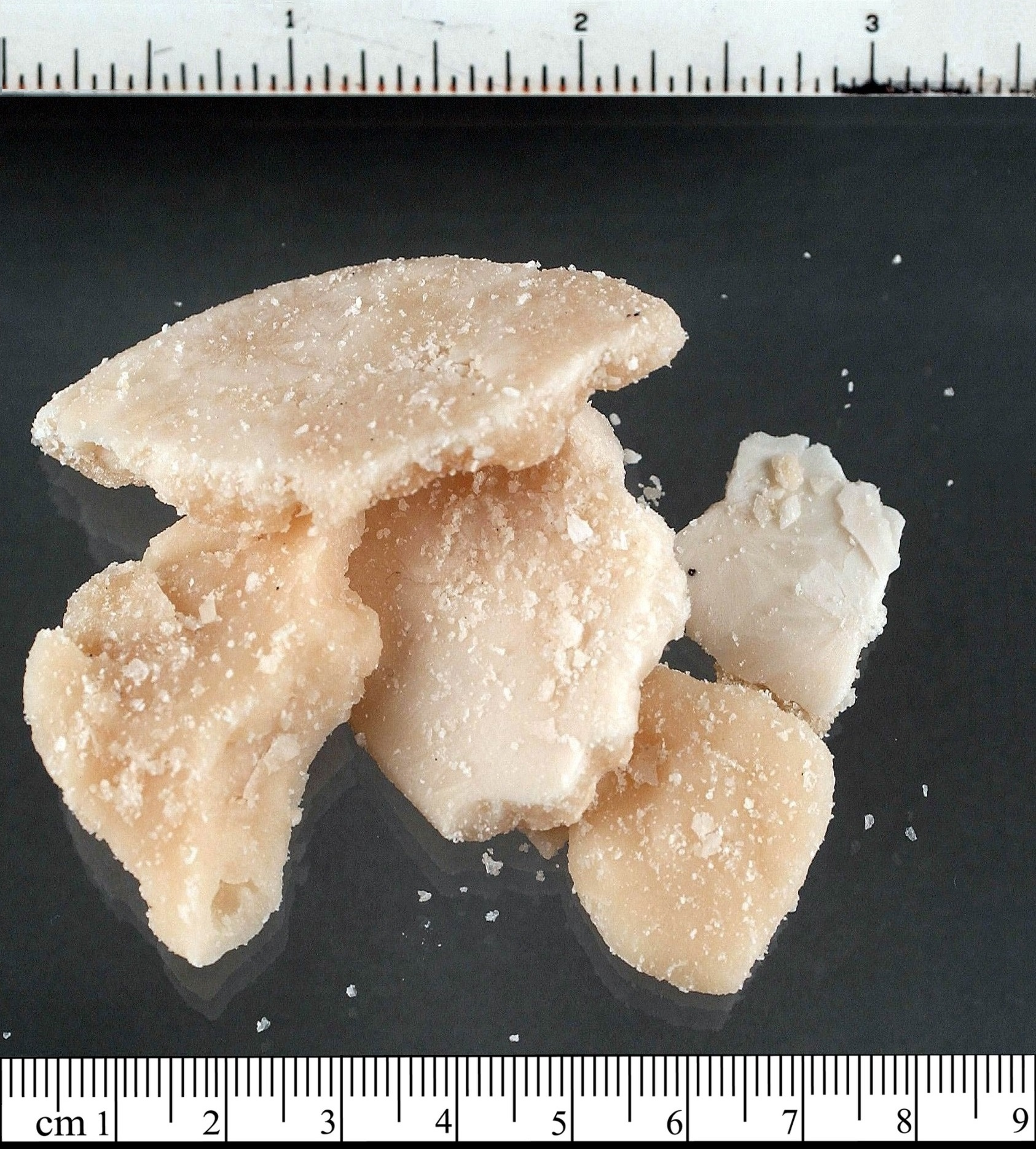
Crackkörner (oben ein Zoll-Lineal)

Crack ist eine Droge, die aus Kokainsalz und Natriumhydrogencarbonat (Natron) hergestellt wird. Sie wird in kleinen Pfeifen geraucht und wirkt extrem schnell in ca. 8 bis 10 Sekunden. Crack greift massiv in die Hirnchemie ein und gilt daher neben beispielsweise Methamphetamin, Heroin und Fentanyl als die Droge mit dem höchsten psychischen Abhängigkeitspotenzial. Crack variiert in der Farbe zwischen gelblich-weiß und rosa.
Der Name „Crack“ wird zurückgeführt auf das Knacken, das beim Verbrennen der kleinen Klumpen entsteht. Crack sind Kristallkörner („Rocks“), welche bei 96 °C mit knackendem (englisch: to crack) oder knisterndem (engl.: to crackle) Geräusch als freie Base verdampfen. Eine weitere Theorie zum Namen „Crack“ bezieht sich auf das Abkühlen des synthetisierten und erhitzten Stoffes, der in größeren Stücken als „Stein“ auskristallisiert.

## Herstellung
Hergestellt wird Crack, indem Kokainsalz mit Natriumhydrogencarbonat (Natron) vermischt und erhitzt wird. Oft wird dazu Backpulver verwendet, welches in den USA ausschließlich aus Natriumhydrogencarbonat besteht, während dem Backpulver in Deutschland meist noch Säuerungsmittel und Stärke zugesetzt werden, was es angeblich zur Herstellung von Crack ungeeignet macht, aber auch zur Verfärbung der weißen Ausgangssubstanzen führen kann. Während dieses Verbackens bzw. Aufkochens findet ein Ionentausch statt: Wurde Kokain-Hydrochlorid als Ausgangssubstanz verwendet, entsteht das Crack als ein Gemisch aus Kochsalz und Kokain in Basenform. Bei diesem Prozess kommt es laut verschiedenen Quellen nicht zu einem Aufreinigungseffekt. Anderen Quellen zufolge gibt es noch andere Herstellungsvarianten, die mit einer Erhöhung der Reinheit einhergehen. So wird ein Reinheitsgehalt von 80–100 % angegeben, gegenüber 30–60 % beim „üblichen“ Straßenkokain (Salzform).

## Wirkung
Die Wirkung ist ähnlich der Wirkung von anderen Kokain-Zubereitungsformen, doch viel stärker.
Der Körper nimmt Crack über die Lunge wesentlich schneller als geschnupftes Kokain über die Nasenschleimhäute auf. Nach ca. 10 Sekunden erreichen die Moleküle die Nervenzellen des Gehirns.
Die Intensität richtet sich nach Menge und körperlicher Verfassung. Crack wirkt einerseits beruhigend, teilweise aber auch euphorisierend und stimmungsaufhellend, so dass sich der Konsument energiegeladen fühlt. Er empfindet eine gesteigerte Aufmerksamkeit, fühlt sich wacher und die Leistungsfähigkeit steigt. Er verspürt einen starken Redezwang und gesteigertes sexuelles Verlangen. Auch besteht die Neigung zur Selbstüberschätzung bis hin zum Größenwahn.
Während des Konsums kann ab einer bestimmten Dosis unkontrollierbares Zittern oder Zucken auftreten. Auch kann es zu Schwächegefühlen, Paranoia, Hautjucken und Bluthochdruck oder zu Einsamkeitsgefühlen kommen. Das Umfeld kann feindselig wirken, es kann zu schizophrenieähnlichen Zuständen wie auch zu Verfolgungswahn und Wahnvorstellungen kommen. Crack kann Auslöser einer Drogenpsychose sein, Überdosierung kann zum Herzstillstand führen.
Die Rauschwirkung hält 5 bis 15 Minuten an. Danach kommt es – je nach Veranlagung – zu dem heftigen Verlangen, einen erneuten Rausch zu erzeugen (Craving). Dieses Phänomen ist der Hauptgrund für das sehr hohe Abhängigkeitspotenzial.

## Abhängigkeitspotenzial
Crack zählt zu den Substanzen, die das höchste Abhängigkeitspotenzial aufweisen. Es besteht sogar eine Abhängigkeitsgefahr für Erstkonsumenten.
Wie bei Kokain(-hydrochlorid) besteht eine große Gefahr darin, dass nach dem Konsum (bzw. dem „Runterkommen“) sehr schnell das Bedürfnis entsteht, mehr zu konsumieren. Bei der schneller an- und auch wieder abflutenden Wirkung von Crack im Vergleich zu Kokain kann der Entzug als wesentlich gravierender empfunden werden. So entsteht eine Konsumdynamik, die zum einen in langen „Binges“ (engl.: Episoden mit rasch aufeinanderfolgenden Konsumakten) resultieren kann, zum anderen auch zu einer raschen Entwicklung einer Abhängigkeit, bei der innerhalb kurzer Zeit eine Gewöhnung an die Substanz aufgebaut wird. Zur Erzielung des gleichen Effekts müssen deshalb die Dosen gesteigert werden (Tachyphylaxie).
Die Entzugserscheinungen, die unmittelbar nach dem Rauchen eintreten und auch über Wochen anhalten können, werden von allen Konsumenten übereinstimmend als sehr unangenehm beschrieben.
Folgende körperliche Entzugserscheinungen können auftreten:
- unkontrolliertes Muskelzucken, Zittern bis hin zu Schüttelfrost,
- Schwächegefühl und Müdigkeit,
- Hautjucken,
- Bluthochdruck,
- Kreislaufzusammenbrüche.

Zudem ist bei Langzeitkonsumenten ähnlich wie bei Langzeitabhängigen von Kokain ein Ausfallen der Zähne ein schwerwiegender gesundheitlicher Aspekt.
Schwerwiegend sind zudem oft die psychischen Begleiterscheinungen:
- Charakterveränderung
- Der Konsument fühlt sich einsam und er wird häufig von der Umwelt als aggressiv wahrgenommen.
- Wahnvorstellungen, Psychosen entstehen
- Soziale Vereinsamung

## Verfügbarkeit, Preise und Verbreitung
Gehandelt wird Crack in Form kleiner Klumpen, auch Steine („rocks“) genannt, die in Mengen ab einem zehntel Gramm verkauft werden. Eine Konsumeinheit ist relativ billig; aufgrund der oft extremen Konsumdynamik kann es jedoch dazu kommen, dass innerhalb kurzer Zeiträume sehr viel Geld für die Droge ausgegeben wird.
Der Münchner Liedermacher Konstantin Wecker gab nach seiner Festnahme an, er habe für 1,6 Kilogramm Kokain (das er zu Crack aufkochte) einen Grammpreis von 100 Mark bezahlt – also rund 160.000 Mark insgesamt – und zwar innerhalb eines halben Jahres.
In Deutschland ist Crack vor allem in großstädtischen Szenen verbreitet, wobei deutliche Schwerpunkte in Frankfurt am Main, Hamburg und Hannover auszumachen sind. Viele gewohnheitsmäßige Crackkonsumenten waren zuvor bereits heroin- und/oder kokainabhängig.
Viele Konsumenten finanzieren ihre Sucht durch Beschaffungskriminalität und Beschaffungsprostitution, da sie keine andere Möglichkeit haben, die hohen Geldbeträge, die ihre Abhängigkeit fordert, aufzubringen.

## Rechtslage
Crack ist wie Kokain seit 1961 in der UN Single Convention on Narcotic Drugs als Schedule I-Droge aufgeführt, wonach nichtstaatliche Herstellung, Ausfuhr, Einfuhr, Vertrieb, Handel, Verwendung und Besitz illegal sind.

### Deutschland
Aufgrund der Aufführung in Anlage III des Betäubungsmittelgesetzes ist Kokain (Methyl(3β-(benzoyloxy)tropan-2β-carboxylat)) ein verkehrs- und verschreibungsfähiges Betäubungsmittel. Ausgenommen hiervon ist d-Kokain (Methyl(3β-(benzoyloxy)tropan-2α-carboxylat)), das in Anlage II aufgeführt ist, was bedeutet, dass es zwar verkehrs-, nicht aber verschreibungsfähig ist. Der Umgang mit Kokain ist ohne entsprechende Genehmigung strafbar. Genaueres hierzu ist dem Artikel über das deutsche Betäubungsmittelrecht zu entnehmen.
Unabhängig von den oben genannten Regularien ist das Führen von Kraftfahrzeugen unter Kokain- bzw. Crack-Einfluss gem. § 24a StVG ordnungswidrig, im Falle einer daraus resultierenden Fahruntüchtigkeit ist das Führen von Fahrzeugen oder Kraftfahrzeugen strafbar gem. § 316 StGB.

### Australien
In Australien werden Crack und Kokain als Schedule 8 controlled drug klassifiziert, wodurch nur eine Verwendung bei manchen medizinischen Indikationen erlaubt ist.

### Kanada
In Kanada ist Crack wie auch andere Koka-Produkte eine Schedule I substance nach dem Controlled Drugs and Substances Act.

### USA
In den USA ist Crack wie auch Kokain eine Schedule II drug nach dem Controlled Substances Act und dem Anti-Drug Abuse Act von 1986.

### Vereinigtes Königreich
Im Vereinigten Königreich wird Crack als Class A drug nach dem Misuse of Drugs Act 1971 behandelt.

### Niederlande
In den Niederlanden wird Crack auf der Liste I (schwere Narkotika) nach dem Opiumgesetz geführt.

## Filmische Rezeption
- Jungle Fever – Regie: Spike Lee – Crack ist nicht Hauptthema, wird aber klar thematisiert, die Verrohung durch Crack wird gezeigt.
- New Jack City – Darsteller: Wesley Snipes, Ice-T und Mario van Peebles – zeigt den Aufstieg und Fall eines Drogenbarons in New York.
- Traffic – Macht des Kartells – Regie: Steven Soderbergh – Eine der Figuren konsumiert mehrmals im Film Crack, und auch die Folgen sind zu beobachten.
- Life Is Hot In Cracktown – Regie: Buddy Giovinazzo – Eine Sozialstudie in Form eines Spielfilmes, nach Giovinazzos gleichnamigem Roman.
- Bumfights – Der „Schauspieler“ Bling Bling konsumiert mehrmals Crack in einem Casino.
- „Crackheads Gone Wild“ – Eine Dokumentation über Cracksüchtige in Atlanta.
- „Haltlos“ (Originaltitel: „Floundering“) – Regie: Peter McCarthy – Aus einer Laune heraus entschließt sich der Protagonist, einer Runde von Crackrauchern beizutreten, nachdem er ihnen vorgehalten hat, sie zerstörten ihr Leben.
- The Fighter (2010) – Regie: David O. Russell – Christian Bale spielt den crackabhängigen Bruder und Trainer der Titelfigur; die Entstehung des HBO-Dokumentarfilms High On Crack Street ist in den Spielfilm eingebaut.
- Last Days Here, Dokumentation aus dem Jahr 2011 über den crackabhängigen Bobby Liebling, Frontmann der Band Pentagram.
- Keep the Lights On (2012) – Regie: Ira Sachs. Der Film handelt von der Liebesgeschichte zwischen dem Filmregisseur Erik (Thure Lindhardt) und dem von Crack abhängigen Verlagsjuristen Paul (Zachary Booth). – Reale Vorbilder der beiden Figuren waren Ira Sachs selbst sowie sein ehemaliger Liebhaber Bill Clegg; ein Literaturagent, der seinen exzessiven Crack- und Alkoholkonsum in seinem Buch Porträt eines Süchtigen als junger Mann thematisierte.
- Snowfall (seit 2018) – Fernsehserie über die Ausbreitung von Crack in Los Angeles in den 80er Jahren.